# 长项栈桥站
長項棧橋站（：／ Janghang-jan'gyo yeok */?）曾为韩国铁路长项货物线上的一个车站，位于忠清南道舒川郡长项邑，已于1938年废止。

## 历史
- 1933年10月20日，落成使用。
- 1938年10月31日，停止使用。